# La boda (Chéjov)
La boda (Svad'ba/Свадьба) es un relato de siete páginas de Anton Chéjov.

## Historia
la boda fue publicada originalmente en ruso en el Diario de Petersburgo («Петербургская газета»), número 259, 21 de septiembre de 1887, p.3, utilizando el seudónimo de A. Chejonté.

## Ediciones internacionales
- Texto en ruso
- Edición en castellano: Jadín de los cerezos / Oso / La boda, 181 pp., Tapa blanda bolsillo, editorial Losada, 2010, ISBN 9789500397582.
- Edición en francés: La Noce, traduit par Édouard Parayre, Bibliothèque de la Pléiade, Éditions Gallimard, 1970, ISBN 2070105504.

- Datos: Q3211091